# Hadena propulsa
Hadena propulsa är en fjärilsart som beskrevs av Walker 1857. Hadena propulsa ingår i släktet Hadena och familjen nattflyn. Inga underarter finns listade i Catalogue of Life.